# Otto Matic
Otto Matic est un jeu vidéo d'action en 3D développé par Pangea Software et disponible sur Macintosh sorti en 2001.
Le jeu se déroule en 1957 et met en scène un robot chargé de sauver les humains menacés par une invasion extraterrestre, il propose différents niveaux, ennemis, et types d'armes. Le thème général, les graphismes et la musique sont inspirés des films de science-fiction de série B parus aux États-Unis dans les années 1950.
Lors de sa sortie en décembre 2001 Otto Matic est disponible sur CD et édité par Aspyr, il nécessite un Macintosh équipé d'un processeur PowerPC G3 cadencé à 266 MHz, 96 mégaoctets de RAM, et tournant sous Mac OS 8.6 ou supérieur, ainsi que Mac OS X. InsideMacGames juge que Otto Matic n'est pas à la pointe de la technologie en matière d'effets graphiques, mais qu'en contre partie il tourne sur un grand nombre de configurations, et estime que le jeu peut intéresser enfants et adultes en raison de la variété des niveaux et des ennemis rencontrés. IGN est convaincu par l'aspect graphique, les effets sonores et le gameplay, mais regrette les similitudes avec Bugdom, un autre jeu développé par Pangea. Otto Matic figure dans la liste des meilleurs jeux pour Mac de l'année 2002 publiée par le magazine Macworld.
À partir de janvier 2002 Apple pré-installe la version de démonstration sur tous les nouveaux iMacs. En septembre 2003 Pangea met fin au partenariat avec Aspyr et reprend en main la distribution du titre, maintenant vendu en ligne pour 20 dollars (version Windows seulement). Sur Macintosh, on l'acquiert dans l'Apple Store pour 9,99 euros. Otto Matic 3.0 est édité en janvier 2006, cette version est compatible avec les Macs équipés de processeurs PowerPC et Intel et nécessite la dernière version en date du système d'exploitation d'Apple, Mac OS X 10.4.